# Flash vs. Arrow
"Flash vs. Arrow" (em português:  Flash vs. Arqueiro) é o primeiro crossover anual do Universo Arrow, transmitido pela The CW, apresentando episódios das séries de televisão do Universo Arrow, The Flash e Arrow. O evento começou em 2 de dezembro de 2014, com o episódio de The Flash "Flash vs. Arrow" e terminou no dia seguinte com o episódio de Arrow "The Brave and The Bold". O crossover vê o Time Flash (Barry Allen / Flash, Caitlin Snow e Cisco Ramon) ajudando o Time Arrow (Oliver Queen / Arqueiro, Felicity Smoak e John Diggle) a enfrentar o vilão capitão Boomerang, enquanto o Time Arrow ajuda o Time Flash confrontar o metahumano Roy Bivolo.
Um crossover entre as duas séries foi anunciado em julho de 2014, depois de Barry Allen ter sido apresentado na segunda temporada de Arrow antes da estreia de The Flash. Em setembro seguinte, os roteiros de cada episódio foram escritos, com a filmagem ocorrendo pouco antes do final do mês e em outubro de 2014. O crossover vê cada membro do elenco principal de cada série que aparece pelo menos em sua própria série, com adicionais atores e personagens também reprisando seus papéis do Univverso Arrow.
Os episódios receberam críticas positivas, com os críticos chamando o crossover de diversão e tudo que os fãs poderiam querer e muito mais. Os críticos elogiaram os produtores por unirem as duas séries, mantendo os episódios como aventuras independentes, e destacaram a cena de luta entre o Flash e o Arqueiro como uma forma de viver o hype. As avaliações dos episódios foram excepcionais, sendo ambos os episódios mais assistidos de cada programa desde a estreia de suas respectivas séries. Um crossover subsequente ocorreu no ano seguinte, intitulado "Heroes Join Forces".

## Enredo
Roy Bivolo, um meta-humano com o poder de levar as pessoas a uma fúria incontrolável, usa seus poderes para roubar o banco de Central City. O detetive de polícia Eddie Thawne propõe capturar ao Flash porque ele estava na cena do crime, mas é rejeitado pelo capitão. A polícia rastreia Bivolo até um armazém, onde ele usa seus poderes em um policial para facilitar sua fuga. Barry Allen chega para salvar Joe West, mas quase se machuca antes de Oliver Queen, como o vigilante "Arqueiro", chegar para deter o policial. Mais tarde, Oliver informa Barry que ele e sua equipe estão em Central City rastreando informações sobre um assassino que usa bumerangues de aço letais. Barry e seus amigos sugerem que eles se unam para alcançar os alvos um do outro e Oliver relutantemente concorda. Oliver tenta ensinar Barry a ser mais cuidadoso com o ambiente, mas Barry decide ir atrás de Bivolo sozinho. Bivolo usa sua habilidade na mente de Barry; mas por causa da velocidade de Barry, seus efeitos duram mais.
Eddie continua a persuadir seus superiores a formar uma unidade de força-tarefa para capturar o Flash, expressando sua tolerância zero para vigilantes. Quando um enfurecido Barry, como o Flash, ataca Eddie, Oliver tenta parar Barry, e os dois começam uma briga. Oliver consegue lutar com Barry por tempo suficiente para que Harrison Wells e Joe usem luz estroboscópica para redefinir o estado emocional de Barry. Posteriormente, Barry e Oliver capturam Bivolo e o colocam na prisão de oleoduto nos laboratórios S.T.A.R.. Devido ao incidente, Eddie forma uma unidade-tarefa para prender o Flash. Barry confirma a crença de Oliver de que o primeiro ainda precisa aprender muito. Oliver o aconselha a ficar longe de Iris West, por quem Barry está apaixonado, por um tempo, porque homens com identidades secretas de vigilantes nunca ficam com a garota. Oliver pede ao Time Flash para manter seu alter ego como o Arqueiro, um segredo. Um novo metahumano misterioso capaz de manipular o fogo aparece em Central City.
Em um flashback ambientado em Hong Kong, Oliver aprende como torturar suspeitos para obter informações. No presente, Oliver e Roy Harper localizam Digger Harkness, o assassino que empunhava um bumerangue, onde encontram a A.R.G.U.S. procurando por ele também. Caitlin Snow e Cisco Ramon chegam a Starling City para ajudar Felicity Smoak a investigar o assassino homicida de Sara Lance. Digger tenta matar Lyla Michaels, Roy e Oliver, mas Barry instantaneamente chega e o impede. Mais tarde, Lyla revela que Digger fazia parte do Esquadrão Suicida. Quando Oliver usa seus métodos extremos de interrogatório em um membro da máfia russa para localizar Digger, Barry questiona o quão estável Oliver está emocionalmente com suas tragédias passadas para torturar pessoas. Digger localiza a base de Oliver e fere Lyla antes de escapar imediatamente. Para deixar a cidade, Digger planta cinco bombas ao redor da cidade. Enquanto Oliver captura Digger, Barry usa as duas equipes para desarmar as bombas simultaneamente. Digger é preso em Lian Yu com Slade Wilson. Antes de Barry e sua equipe partirem para Central City, Cisco e Caitlin dão a Oliver as melhorias e utilidades de seu traje, ele e Oliver aprendem as lições e decidem ter um duelo amigável.

## Elenco e personagens
| Ator                | Personagem                   | Episódio     | Episódio     |
| Ator                | Personagem                   | The Flash    | Arrow        |
| ------------------- | ---------------------------- | ------------ | ------------ |
| Grant Gustin        | Barry Allen / Flash          | Principal    | Participação |
| Candice Patton      | Iris West                    | Principal    |              |
| Rick Cosnett        | Eddie Thawne                 | Principal    |              |
| Danielle Panabaker  | Caitlin Snow                 | Principal    | Participação |
| Carlos Valdes       | Cisco Ramon                  | Principal    | Participação |
| Tom Cavanagh        | Harrison "Harry" Wells       | Principal    |              |
| Jesse L. Martin     | Joe West                     | Principal    |              |
| Stephen Amell       | Oliver Queen / Arqueiro      | Participação | Principal    |
| David Ramsey        | John Diggle / Espartano      | Participação | Principal    |
| Emily Bett Rickards | Felicity Smoak / Observadora | Participação | Principal    |
| Katie Cassidy       | Laurel Lance / Canário Negro |              | Principal    |
| Willa Holland       | Thea Queen / Speedy          |              | Principal    |
| Colton Haynes       | Roy Harper                   |              | Principal    |
| Paul Blackthorne    | Quentin Lance                |              | Principal    |

- Nota: Apesar de ser creditado, John Barrowman não aparece no episódio Arrow.

### Convidados
| - Paul Anthony como Roy Bivolo / Ladrão do Arco-Íris - Anna Hopkins como Samantha Clayton - Patrick Sabongui como David Singh - Robbie Amell como Ronnie Raymond / Nuclear | - Audrey Marie Anderson como Lyla Michaels - Cynthia Addai-Robinson como Amanda Waller - Nick E. Tarabay como Digger Harkness / Capitão Boomerang |

## Produção

### Desenvolvimento
A primeira indicação de eventos de crossover em potencial no Universo Arrow ocorreu no The CW durante a temporada de televisão de 2013–14, quando Barry Allen foi apresentado no oitavo episódio da segunda temporada de Arrow antes da estreia de The Flash. Em julho de 2014, foi anunciado que o oitavo episódio da terceira temporada de Arrow e a primeira temporada de The Flash seriam um evento crossover de duas horas. O crossover foi originalmente planejado como o sétimo episódio de cada série, mas foi adiado devido à grande quantidade de trabalho necessário para realizá-lo. Em particular, a coordenação do cronograma de tentar "colocar outro episódio na programação de 23 episódios de cada um dos programas". Marc Guggenheim, criador e produtor executivo de Arrow, explicou que "não havia responsabilidade financeira" forma de execução do crossover, com orçamentos estourados, longas horas e os atores tendo que filmar cenas das duas séries no mesmo dia.
Andrew Kreisberg, criador e produtor executivo de ambas as séries, disse: "Será realmente uma aventura com o Arrow e The Flash em ambos os episódios. Assistir as duas equipes se unindo e lutando lado a lado é uma das partes mais divertidas, ... simplesmente não acreditamos na espera. Nós realmente acreditamos na aceleração da narrativa." Kreisberg explicou que, como todos eles próprios são fãs de quadrinhos, todos debateram a velha questão de qual super-herói ganharia uma luta; "Então, a ideia de que [o Flash e o Arqueiro] lutariam entre si em um desses episódios foi uma de nossas primeiras ideias, e que os membros do elenco teriam aquele argumento da Comic-Con diante das câmeras foi uma de nossas primeiras ideias."Greg Berlanti, criador e produtor executivo de ambas as séries, explicou que "crossovers são parte do DNA [dos personagens], ... e se esperássemos ..., estaríamos privando o público de algo que todos nós queria ver ".
Em outubro de 2014, Kreisberg descreveu os episódios como muito importantes para Barry e Oliver e o que eles estão fazendo, ao mesmo tempo que prometeu "uma das maiores surpresas para Arrow de todos os tempos no episódio Flash". Guggenheim acrescentou, "É como a bomba debaixo da mesa, e acho que parte da diversão é esperar para ver quando Oliver vai aprender o que o público aprende no Flash." Mais tarde foi anunciado que outro segredo seria revelado nos momentos finais do episódio de The Flash que ajudará a "apresentar a próxima fase do Flash em grande forma". No episódio, Oliver encontra uma ex-namorada, vista pela última vez grávida de seu filho na segunda temporada de Arrow e foi avisada pela mãe de Oliver, Moira, para contar a ele que ela havia perdido o bebê e desaparecido. É revelado aos telespectadores que ela tem um filho e presume-se que seja de Oliver. Após a exibição do episódio, Guggenheim confirmou que de fato era filho de Oliver. No final do episódio, Robbie Amell, que interpretou Ronnie Raymond - ex-noivo de Caitlin, considerado morto após a explosão do acelerador de partículas - aparece como Nuclear usando seus poderes. Em 2019, olhando para o crossover, Guggenheim lembrou que parecia "tão difícil na época", mas em comparação com os crossovers posteriores, "foi embaraçosamente fácil ... mas as duas histórias de cada episódio eram relativamente separadas uma da outra. , não era tão ambicioso em termos narrativos. "

### Roteiro
Os scripts para o crossover "Flash vs. Arrow" foram escritos em meados de setembro de 2014, com Berlanti e Kreisberg criando a história para os dois episódios. Berlanti se inspirou nas séries de ficção científica de ação The Six Million Dollar Man e The Bionic Woman para a história, enquanto Kreisberg se inspirou no episódio final da quarta série de Doctor Who, intitulada "Journey's End", um crossover com os personagens de spin-off mostra Torchwood e The Sarah Jane Adventures. O roteiro de The Flash foi escrito por Ben Sokolowski e Brooke Eikmeier, com Arrow escrito pelos produtores executivos Guggenheim e Grainne Godfree.

No final de setembro de 2014, o Guggenheim revelou que o episódio de Arrow seria intitulado "The Brave and The Bold", uma referência a um título compartilhado por muitas séries de quadrinhos publicadas pela DC Comics que apresentam equipes de super-heróis, incluindo o Flash e Arqueiro Verde. [20] Guggenheim disse: 
Eu nunca me diverti tanto escrevendo um roteiro antes [.] ... Foi uma explosão de trabalhar ... Eu continuo dizendo a todos que devemos tentar para os Vingadores. São esses dois heróis juntos com um grande valor de produção. ... Há a oportunidade de piadas internas e de ver todos os personagens juntos. O que acontecerá quando Cisco colocar os olhos em Thea? Há momentos como esse, que você simplesmente não consegue fazer em um episódio normal ... É muito divertido.
 Em outubro de 2014, o título do episódio de The Flash foi anunciado como "Flash vs. Arrow". Kreisberg revelou que as salas dos escritores de ambos os programas foram fundidas enquanto trabalhava nos roteiros dos episódios, semelhante a "jogar dois elencos juntos".  Ambos os episódios foram escritos como autossuficientes, com Kriesberg explicando: "[Estávamos muito conscientes de que nem todos que estavam assistindo The Flash estavam assistindo Arrow e vice-versa, então queríamos ter certeza de que ambos eram episódios autossuficientes".=

### Filmagens
As filmagens dos dois episódios ocorreram de 24 de setembro de 2014 até 8 de outubro de 2014. O episódio de The Flash foi dirigido por Glen Winter, e o de Arrow por Jesse Warn. A cena de luta entre o Flash e o Arqueiro no episódio de The Flash foi filmada ao longo de três noites. Porque esta foi a primeira vez que o personagem de Stephen Amell lutou contra alguém com superpoderes, ele teve que mudar a maneira como executava as acrobacias para acomodar os efeitos especiais. Comparando as filmagens de ambas as séries, Grant Gustin descreveu as filmagens de The Flash como "realmente tediosas", trabalhando com "muitas imagens de placa que são tomadas vazias da área em que estaremos" e posteriormente adicionadas na pós-produção, como oposto a Flecha, onde "eles atiram de ângulos perfeitos e o que você vê é o que você obtém". Gustin também lembra que às vezes ficava confuso no set porque eles estavam filmando os dois episódios ao mesmo tempo.

### Música
| Críticas profissionais | Críticas profissionais |
| Avaliações da crítica  | Avaliações da crítica  |
| Fonte                  | Avaliação              |
| ---------------------- | ---------------------- |
| Soundtrack Geek        | [ 25 ]                 |

Em 18 de dezembro de 2014, a WaterTower Music lançou uma seleção de músicas dos episódios de crossover The Flash / Arrow, bem como duas faixas bônus de seus respectivos finais de meados da temporada de 2014. Discutindo o desafio de fundir os temas de ambos os programas em uma partitura coesa, o compositor Blake Neely observou que "Não foi difícil porque eu originalmente projetei os dois programas para ter estilos e sons que poderiam se fundir e conviver quando necessário, mas também espero sozinhos como dois mundos musicais distintos."
As duas faixas bônus foram incluídas no álbum porque "elas se provaram muito populares entre os fãs do evento especial". Neely disse: "Como estávamos chegando à conclusão e [o álbum] estava prestes a sair, recebi todos esses tweets sobre essas duas peças que as pessoas estavam adorando, [e] acabei de ter essa ideia, vamos colocá-las como faixas bônus ... Os fãs pediram e eles conseguiram."
Todas as faixas escritas e compostas por Blake Neely. 
| Lista de faixas |                                            |                |         |  |
| N.º             | Título                                     | Compositor(es) | Duração |  |
| 1.              | "Rainbow Raider Strikes"                   |                | 2:24    |  |
| 2.              | "Don't Get Involved"                       |                | 0:41    |  |
| 3.              | "Team Arrow in Central City"               |                | 2:30    |  |
| 4.              | "Training Barry"                           |                | 1:55    |  |
| 5.              | "What's Up, Doc"                           |                | 2:21    |  |
| 6.              | "Barry Gets Whammied"                      |                | 3:05    |  |
| 7.              | "The Flash vs. Arrow"                      |                | 5:06    |  |
| 8.              | "S.T.A.R. Labs Thanks Oliver"              |                | 1:51    |  |
| 9.              | "Firestorm Appears"                        |                | 0:52    |  |
| 10.             | "Looking for Boomerang"                    |                | 2:36    |  |
| 11.             | "Like a Kid in a Candy Store"              |                | 1:26    |  |
| 12.             | "Boomerang in A.R.G.U.S."                  |                | 4:00    |  |
| 13.             | "Teaming Up"                               |                | 1:50    |  |
| 14.             | "Torture Tactics"                          |                | 2:16    |  |
| 15.             | "Hope for Saving People Like Us"           |                | 1:44    |  |
| 16.             | "Light Inside You"                         |                | 2:28    |  |
| 17.             | "Disarming the Bombs"                      |                | 3:54    |  |
| 18.             | "Gift Exchange"                            |                | 1:30    |  |
| 19.             | "The Brave and the Bold"                   |                | 1:44    |  |
| 20.             | "The Man in the Yellow Suit" (Bonus Track) |                | 2:15    |  |
| 21.             | "The Climb" (Bonus Track)                  |                | 3:29    |  |
| Duração total:  | Duração total:                             | Duração total: | 49:57   |  |

## Lançamento

### Exibição
Os episódios de crossover "Flash vs. Arrow" foram mostrados em uma exibição exclusiva de fãs no Crest Theatre em Westwood, Los Angeles em 22 de novembro de 2014. Posteriormente, Amell, Gustin, David Ramsey, Emily Bett Rickards, Danielle Panabaker e Carlos Valdes se juntaram aos produtores executivos Berlanti, Kreisberg e Guggenheim para um painel de perguntas e respostas.
A primeira parte do crossover, The Flash, foi transmitida em 2 de dezembro de 2014, seguida pela parte dois em Arrow em 3 de dezembro, ambos na The CW. O crossover foi transmitido simultaneamente com a transmissão dos EUA no Canadá pela CTV. Foi ao ar pela primeira vez no Reino Unido no Canal 5 em 16 de dezembro e 18 de dezembro de 2014.  Na Austrália, os episódios foram ao ar consecutivamente em 28 de janeiro de 2015, na Fox8, depois que a Nine Network, que transmite Arrow, permitiu que a Fox8 exibisse o episódio Arrow do crossover. 

### Mídia doméstica
Os episódios, junto com o resto da primeira temporada de The Flash e a terceira temporada de Arrow, foram lançados separadamente em Blu-ray e DVD em 22 de setembro de 2015. Os recursos bônus incluem bastidores, comentários em áudio, cenas excluídas e erros de gravação. Os episódios tornaram-se disponíveis para streaming na Netflix em 6 de outubro e 7 de outubro de 2015, respectivamente.

## Recepção

### Audiência
| № | Título                   | Exibição original     | Rating/share (18–49) | Audiência (em milhões) | DVR (18–49) | Audiência em DVR (milhões) | Total (18–49) | Audiência total (em milhões) |
| - | ------------------------ | --------------------- | -------------------- | ---------------------- | ----------- | -------------------------- | ------------- | ---------------------------- |
| 1 | "Flash vs. Arrow"        | 2 de dezembro de 2014 | 1.6/5                | 4.34                   | 1.0         | 2.31                       | 2.6           | 6.65                         |
| 2 | "The Brave and The Bold" | 3 de dezembro de 2014 | 1.4/4                | 3.92                   | —           | —                          | —             | —                            |

O episódio de The Flash teve o segundo maior número de espectadores após a estreia da série em 7 de outubro de 2014, e a maior classificação de 18-49 desde o segundo episódio. A audiência aumentou 22% e a classificação de 18-49 em 14%, em relação ao episódio anterior, "Queda de Energia". O episódio de Arrow foi o mais visto da terceira temporada e teve a maior audiência do programa desde a estréia da série em 10 de outubro de 2012, e uma classificação alta da série de 18-49. Sua audiência cresceu 46% e sua classificação de 18-49 em 56% em relação ao episódio anterior, "Abaixe Seu Arco",e ajudou a contribuir para o mais assistido quarta-feira na The CW em mais de dois anos.
A transmissão canadense de The Flash foi assistida por 2,45 milhões de telespectadores, ganhando a maior audiência da semana. A transmissão de Arrow teve 2,22 milhões de telespectadores, a segunda maior naquele dia e a quarta maior na semana. No Reino Unido, os episódios tiveram 1,5 milhão de espectadores e 980 mil espectadores, respectivamente. As versões alteradas no tempo atraíram um total de 1,63 milhões e 1,26 milhões de espectadores, respectivamente.
Depois que o crossover foi ao ar, ambos os programas viram aumentos em suas avaliações em comparação com seus respectivos episódios antes do crossover. The Flash "surpreendentemente" caiu meros 6% na classificação de 18-49 e subiu 4% no total de espectadores, desde o episódio cruzado, em "uma noite altamente competitiva" para o episódio mais assistido desde a estreia da série. O seguinte episódio de Arrow caiu 29% na classificação de 18-49, desde o episódio de crossover. No entanto, em comparação com seu episódio antes do crossover, Arrow subiu na classificação de 18-49, empatando sua segunda melhor classificação da temporada, atrás apenas do episódio de crossover com The Flash.

### Resposta Crítica
Após o primeiro crossover Arrow / The Flash, Brian Lowry da Variety aplaudiu os produtores por replicar o sucesso de Arrow, mas com "um tom mais leve" e "um herói com superpoderes genuínos" em The Flash. Ele observou que, embora o crossover "faça um trabalho bacana de reunir as duas séries", era improvável "que aumentasse o público compartilhado entre eles muito mais do que já existe". Meredith Borders do Birth.Movies.Death chamou os episódios de crossover de "divertidos", observando que ... "muitas coisas específicas da trama foram desenvolvidas sem serem explicadas para os novatos. Os novos espectadores de qualquer um dos programas poderiam acompanhar e se divertir tempo, mas os espectadores veteranos foram recompensados com um grande movimento de enredo."
Chancellor Agard, da Entertainment Weekly, sentiu que o evento crossover "Flarrow" foi um sucesso geral. Ambos os episódios "colocaram o Time Flash em novas situações e foi emocionante ver como eles reagiram". Agard sentiu que, embora Arrow tivesse "alguns momentos ótimos e cômicos de personagem para o Time Arrow", nenhuma de suas histórias foi avançada, de modo que os episódios "pareciam botões de pausa" em sua ação.

#### The Flash
A avaliação do site Rotten Tomatoes deu para o episódio um índice de 100% de aprovação dos críticos baseado em 21 comentários. O consenso do site disse: "The Flash faz um crossover emocionante com sua série irmã, Arrow, ao combinar habilmente os dois shows com 'tons díspares e mostrando as forças complementares de seus super-heróis em duelo."
Jesse Schedeen, do IGN, deu ao episódio de The Flash uma pontuação de 7,8 em 10. Ele disse que o episódio "Flash vs. Arrow" foi "divertido" com seu foco "no puro valor de entretenimento de ver esses dois heróis e seus aliados se juntarem" e "para ver a relação entre Barry e Ollie continuar a evoluir". Como "um episódio amplamente autônomo", seu escopo foi limitado, resultando "em mais um vilão subdesenvolvido". Scott Von Doviak escrevendo para The A.V. Club deu ao episódio um "A-", chamando-o de "um confronto satisfatório" que "na verdade se destaca como uma hora quase independente de The Flash". Von Doviak elogiou os escritores Greg Berlanti e Andrew Kreisberg, e o diretor Glen Winter, por abordar os "tons conflitantes dos dois programas" e as diferentes personalidades de seus personagens principais e "tecer ... [eles] ... no tecido do episódio ". Ele também destacou a cena de luta entre o Flash e o Arqueiro, dizendo "É uma batalha bem coreografada, com cada herói parecendo ter a vantagem em vários pontos e pedaços inteligentes de vantagem."
Dave Trumbore do Collider deu ao episódio Flash um "A-", dizendo que era "divertido" ver os personagens juntos. Ele observou que o episódio apontou os muitos desafios que Barry Allen "enfrenta como um jovem lutador do crime". Ele sentiu que as "pancadas" do Arqueiro deixavam claro que "os superpoderes de Barry são um presente incrível ... ele deve ser afiado e perfeito para se tornar um personagem verdadeiramente heróico." Trumbore também "adorou como a atenção de Arrow aos detalhes e o compromisso de melhorar a si mesmo por meio do treinamento colidiam com o estilo despreocupado e a atitude quase preguiçosa do Flash quando se tratava de espancar os bandidos". As expectativas de Agard para o episódio "não foram decepcionantes". Ele sentiu que foi entregue "tanto na frente de ação" com sua cena de luta "épica" impecável, e "na frente do personagem". Enquanto o espectador pode desfrutar da interação entre as equipes, tudo o que acontece no episódio empurra "essas histórias do Flash para a frente".
Eric Walters, da Paste, concedeu ao episódio Flash uma nota de 9,0 de 10, afirmando que ""Flash vs. Arrow" era tudo que um fã poderia desejar de um evento de crossover," observando que era "compacto, bem-ritmado, escrito de forma soberba e, o mais importante, diversão ... ". Caroline Preece do Den of Geek também elogiou o episódio, dizendo que "era praticamente tudo que os fãs queriam e muito mais". Ela observou que esse episódio demonstrou como as idéias de quadrinhos "podem se traduzir para a telinha se feitas com tanto cuidado, alegria e entusiasmo". Dado o "hype" que ela admirava, e ficou "surpresa" com o fato de que mesmo "com um pouco mais de Oliver, Felicity e Diggle acrescentados", o crossover não foi o foco de todo o episódio.

#### Arrow
A avaliação do site Rotten Tomatoes deu para o episódio um índice de 94% de aprovação dos críticos baseado em 18 comentários. O consenso do site disse: "Este episódio crossover do Universo Arrow consegue entreter enquanto levanta questões ponderadas sobre moralidade - e tudo sem se atolar em meta referências."
Dando ao episódio 9,2 de 10, Schedeen afirmou que foi uma "explosão de assistir" e foi "um episódio mais coeso e satisfatório do que o primeiro". Observando que o crossover "desperdiçou parte de seu potencial ao entregar dois episódios autônomos", o episódio de Arrow foi "mais consistentemente divertido e satisfatório do que o primeiro". Ele gostou do Capitão Boomerang, sugerindo que ele poderia ser o "vilão mais memorável a estrear nesta temporada". Schedeen gostou das equipes continuarem a se cruzar, o drama entre Barry e Ollie, e "o equilíbrio entre a luz e a escuridão [o cruzamento] necessário". Alasdair Wilkins do The A.V. Club deu ao episódio um "A-", dizendo "..pode apenas se soltar e se divertir um pouco ['sem esforço'] por uma hora," observando que Barry "é um dos únicos personagens capazes de chamar a atenção de Oliver em seu mais cepas enfadonhas de besteira ". Ele sentiu que era "adequado" o episódio "dividir o nome -" The Brave And The Bold "- com a história em quadrinhos de longa data da DC Comics". O Flash é "o corajoso", que "inspira com sua coragem" embora seu "senso simplista de certo e errado" possa levá-lo a ignorar "o lado mais sombrio do que eles fazem". Oliver é "o ousado", "disposto a fazer o que for preciso para que a justiça seja feita".
Trumbore sentiu que o episódio de Arrow fechou o crossover "de maneira espetacular" e deu um "A". Ele observou que "ambos os heróis canalizam suas respectivas cidades em seus personagens". A abordagem de Barry Allen à luta contra o crime é efervescente e "despreocupada", refletindo "a tecnologia de ponta de Central City" e "ruas totalmente limpas". "Starling City" com seu "submundo implacável" é "muito parecida com a personalidade do próprio criminoso mascarado". Ele sentiu que a escrita era inteligente na medida em que permitia que os personagens "às vezes entrassem em conflito, mas também ... permitia que eles se unissem em busca de um objetivo comum". No entanto, Agard sentiu que Arrow "foi um episódio decente", mas não "tão bom quanto o primeiro". "'The Brave and the Bold' ... parecia ... um episódio crossover ... servindo aos problemas de identidade de Oliver e ao desenvolvimento do personagem." Agrad sentiu que "Cisco fanboying em todo o lugar" é "divertido" e o capitão Boomerang é um "oponente mais formidável e convincente" porque ele usa estratégia e planeja vários passos à frente ".
Mark Rozeman, da Paste, deu ao episódio de Arrow uma 9.3 de 10, dizendo que o episódio "não apenas se iguala ao episódio irmão, mas, de certa forma, consegue superá-lo". Ele o viu como o episódio de Arrow "mais forte" da temporada e "uma grande conclusão para o crossover de muito sucesso Arrow / The Flash", onde em uma "hora emocionalmente carregada ... todos os elementos se juntam com notável destreza". Ele sentiu que as equipes criativas dos programas deveriam ser "aplaudidas" por evitarem uma "oferta medíocre por classificações", em vez de transformar o crossover "em algo que trouxesse o melhor de cada programa". Rozeman argumentou que se "Flash vs. Arrow" prova que The Flash pode se manter por conta própria, então "The Brave and the Bold" é "uma grande demonstração de que Arrow tem algum fogo nele ainda." Mike Cecchini do Den of Geek, disse que o episódio é "uma aventura extraordinariamente independente". Observando que ambos os episódios funcionaram bem como autônomos, "Flash vs. Arrow" foi "claramente um episódio" de The Flash e "The Brave and The Bold" é "absolutamente um episódio de Arrow ... sem dúvida a melhor parcela da terceira temporada de Arrow tão longe". Ele sentiu que a pontuação cinematográfica foi "ótima", dando ao episódio 4,5 estrelas de 5.

### Elogios
A TVLine chamou o crossover "Flash vs. Arrow" de o nono maior momento da televisão de 2014, dizendo: "Existem crossovers. E há programas de super-heróis. Mas nunca na memória recente da TV dois criminosos fantasiados em ação ao vivo entraram em confronto na moda (embora sob (circunstâncias atenuantes). Os movimentos suaves do Flash versus a força e o estratagema de Arrow criaram um tango emocionante que correspondeu ao hype." IGN classificou o confronto entre o Flash e o Arqueiro no episódio de The Flash como uma das melhores cenas de luta na televisão de 2014. ScreenRant nomeou "Flash vs. Arrow" e "The Brave and the Bold" como um dos melhores episódios de televisão de 2014. Blastr e Zap2it também nomearam The Flash episódio "Flash vs. Arrow" um dos melhores episódios de televisão de 2014.

## Ligação externa
| - Flash vs. Arrow no IMDb (em inglês) - "Flash vs. Arrow" (em inglês) no TV.com | - The Brave and the Bold no IMDb (em inglês) - "The Brave and the Bold" (em inglês) no TV.com |